# Euidastor milonia
Euidastor milonia är en insektsart som beskrevs av Ronald Gordon Fennah 1969. Euidastor milonia ingår i släktet Euidastor och familjen sporrstritar. Inga underarter finns listade i Catalogue of Life.